# Snowboard na Zimowych Igrzyskach Olimpijskich 2010 – slalom gigant równoległy mężczyzn
Zawodnicy o mistrzostwo olimpijskie w slalomie gigancie równoległym walczyli 27 lutego w Cypress Mountain Resort położonym w północnym Vancouver. Faworytami zawodów byli mistrz świata w gigancie równoległym z 2009 r. Kanadyjczyk Jasey-Jay Anderson, mistrz świata w slalomie równoległym z 2009 r. Austriak Benjamin Karl, kolejny Austriak Andreas Prommegger, który dobrze spisywał się w Pucharze Świata oraz Szwajcar Simon Schoch - wicemistrz olimpijski z Turynu, którego brat Philipp będący dwukrotnym mistrzem olimpijskim w tej konkurencji i zarazem obrońcą tytułu nie startował w Vancouver. Polacy również nie startowali.
W kwalifikacjach najlepszy okazał się Prommegger. W czołówce byli także Schoch, Karl, Francuz Sylvain Dufour - dwukrotny wicemistrz świata z 2009 r., oraz Kanadyjczyk Matthew Morison - brązowy medalista MŚ 2009. Anderson był dziesiąty. W 1/8 finału Prommegger przegrał z Amerykaninem Chrisem Klugiem, a Słoweniec Rok Flander pokonał Dufoura. Swe pojedynki wygrali także Anderson, Stanisław Dietkow z Rosji, Schoch, Karl, Słoweniec Žan Košir oraz Francuz Mathieu Bozzetto. W ćwierćfinałach Bozzetto pokonał Kluga, który nie ukończył przejazdu, Karl pokonał Košira, który został zdyskwalifikowany podobnie jak Simon Schoch. Dzięki dyskwalifikacji Szwajcara do półfinału awansował Dietkow. W ostatnim ćwierćfinale Anderson bardzo wyraźnie pokonał Słoweńca Flandera.
W pierwszym półfinale Benjamin Karl spotkał się z Mathieu Bozzetto. Austriak pewnie pokonał Francuza i awansował do finału. W drugim półfinale Anderson zmierzył się z Dietkowem, który nie sprostał utytułowanemu Kanadyjczykowi. W wyścigu o trzecie miejsce Bozzetto i Dietkowa Francuz wygrał pierwszy przejazd o 0,96 sekundy. Podczas drugiego przejazdu, w wyniku problemów z sygnałem dźwiękowym startu Dietkow wystartował za wcześnie i przewrócił się o bramkę startową, tym samym przekreślając swe szanse na brązowy medal, który trafił do Bozzetto. W walce o złoto spotkali się dwaj główni faworyci: Benjamin Karl oraz Jasey-Jay Anderson. Po pierwszym biegu Karl prowadził o 0,76 sekundy. Pomimo ponownych problemów z sygnałem startowym Anderson wystartował perfekcyjnie, co pozwoliło mu dogonić i wyprzedzić Austriaka tuż przed metą i z przewagą 0,35 sekundy Kanadyjczyk sięgnął po olimpijskie złoto.

## Wyniki

### Kwalifikacje
| Pozycja | Nr | Zawodnik           | Kraj | Para Kwali. | Czas  | Para Elimi. | Czas    | Łącznie   | Uwagi |
| ------- | -- | ------------------ | ---- | ----------- | ----- | ----------- | ------- | --------- | ----- |
| 1       | 10 | Andreas Prommegger | AUT  | 5           | 37.64 | 15          | 38.85   | 1:16.49   | Q     |
| 2       | 3  | Sylvain Dufour     | FRA  | 2           | 38.18 | 14          | 38.61   | 1:16.79   | Q     |
| 3       | 16 | Simon Schoch       | SUI  | 8           | 38.13 | 14          | 38.82   | 1:16.95   | Q     |
| 4       | 6  | Benjamin Karl      | AUT  | 3           | 38.24 | 13          | 39.21   | 1:17.45   | Q     |
| 5       | 1  | Matthew Morison    | CAN  | 1           | 38.18 | 15          | 39.51   | 1:17.69   | Q     |
| 6       | 4  | Michael Lambert    | CAN  | 2           | 38.74 | 12          | 39.07   | 1:17.81   | Q     |
| 7       | 19 | Tyler Jewell       | USA  | 10          | 38.46 | 12          | 39.39   | 1:17.85   | Q     |
| 8       | 13 | Daniel Biveson     | SWE  | 7           | 38.41 | 13          | 39.45   | 1:17.86   | Q     |
| 9       | 15 | Mathieu Bozzetto   | FRA  | 8           | 38.69 | 10          | 39.26   | 1:17.95   | Q     |
| 10      | 5  | Jasey-Jay Anderson | CAN  | 3           | 39.38 | 5           | 38.59   | 1:17.97   | Q     |
| 11      | 20 | Stanisław Dietkow  | RUS  | 10          | 38.96 | 10          | 39.33   | 1:18.29   | Q     |
| 12      | 24 | Žan Košir          | SLO  | 12          | 39.02 | 9           | 39.29   | 1:18.31   | Q     |
| 13      | 23 | Aaron March        | ITA  | 12          | 39.08 | 6           | 39.28   | 1:18.36   | Q     |
| 14      | 12 | Patrick Bussler    | GER  | 6           | 39.30 | 7           | 39.19   | 1:18.49   | Q     |
| 15      | 9  | Rok Flander        | SLO  | 5           | 38.77 | 9           | 39.87   | 1:18.64   | Q     |
| 16      | 17 | Chris Klug         | USA  | 9           | 38.84 | 8           | 40.00   | 1:18.84   | Q     |
| 17      | 7  | Nevin Galmarini    | SUI  | 4           | 38.99 | 7           | 39.87   | 1:18.86   |       |
| 18      | 8  | Roland Fischnaller | ITA  | 4           | 38.80 | 11          | 40.07   | 1:18.87   |       |
| 19      | 18 | Marc Iselin        | SUI  | 9           | 40.39 | 5           | 38.77   | 1:19.16   |       |
| 20      | 11 | Roland Haldi       | SUI  | 6           | 38.53 | 11          | 40.98   | 1:19.51   |       |
| 21      | 27 | Meinhard Erlacher  | ITA  | 14          | 40.22 | 4           | 39.92   | 1:20.14   |       |
| 22      | 28 | Josyf Pieniak      | UKR  | 14          | 40.83 | 4           | 40.17   | 1:21.01   |       |
| 23      | 14 | Rok Marguč         | SLO  | 7           | 39.27 | 8           | 41.82   | 1:21.09   |       |
| 24      | 25 | Adam McLeish       | GBR  | 13          | 40.30 | 3           | 40.79   | 1:21.09   |       |
| 25      | 22 | Izidor Šušteršič   | SLO  | 11          | 42.55 | 3           | 39.46   | 1:22.01   |       |
| 26      | 26 | Iwan Ranczew       | BUL  | 13          | 40.38 | 6           | 42.45   | 1:22.83   |       |
| 27      | 29 | Yuki Nofuji        | JPN  | 15          | 42.42 | 1           | 41.46   | 1:23.88   |       |
| 28      | 30 | Petr Šindelář      | CZE  | 15          | 56.49 | 2           | 41.28   | 1:37.77   |       |
| 29      | 21 | Ingemar Walder     | AUT  | 11          | 40.68 | 2           | DSQ     | 9:99.98 ! |       |
| 30 !    | 2  | Siegfried Grabner  | AUT  | 1           | DNF   | 16 !        | 99.99 ! | 9:99.99 ! |       |

### 1/8 finału
| Pozycja | Nr | Zawodnik           | Kraj | Para | Zjazd 1 | Zjazd 2 | Uwagi |
| ------- | -- | ------------------ | ---- | ---- | ------- | ------- | ----- |
| 9       | 1  | Andreas Prommegger | AUT  | 1    | ...     | DSQ     |       |
|         | 16 | Chris Klug         | USA  | 1    | ...     | ...     | Q 1/4 |
|         | 9  | Mathieu Bozzetto   | FRA  | 2    | ...     | Wygrana | Q 1/4 |
| 14      | 8  | Daniel Biveson     | SWE  | 2    | ...     | +0.36   |       |
| 11      | 5  | Matthew Morison    | CAN  | 3    | ...     | DSQ     |       |
|         | 12 | Žan Košir          | SLO  | 3    | ...     | ...     | Q 1/4 |
| 15      | 13 | Aaron March        | ITA  | 4    | ...     | +2.27   |       |
|         | 4  | Benjamin Karl      | AUT  | 4    | ...     | Wygrana | Q 1/4 |
|         | 3  | Simon Schoch       | SUI  | 5    | ...     | Wygrana | Q 1/4 |
| 16      | 14 | Patrick Bussler    | GER  | 5    | ...     | +22.06  |       |
|         | 11 | Stanisław Dietkow  | RUS  | 6    | ...     | Wygrana | Q 1/4 |
| 12      | 6  | Michael Lambert    | CAN  | 6    | ...     | +12.05  |       |
| 13      | 7  | Tyler Jewell       | USA  | 7    | ...     | +1.18   |       |
|         | 10 | Jasey-Jay Anderson | CAN  | 7    | ...     | Wygrana | Q 1/4 |
|         | 15 | Rok Flander        | SLO  | 8    | ...     | Wygrana | Q 1/4 |
| 10      | 2  | Sylvain Dufour     | FRA  | 8    | ...     | +1.65   |       |

### Ćwierćfinał
| Pozycja | Nr | Zawodnik           | Kraj | Para | Zjazd 1 | Zjazd 2 | Uwagi |
| ------- | -- | ------------------ | ---- | ---- | ------- | ------- | ----- |
| 7       | 16 | Chris Klug         | USA  | 9    | ...     | DNF     |       |
|         | 9  | Mathieu Bozzetto   | FRA  | 9    | ...     | ...     | Q 1/2 |
| 6       | 12 | Žan Košir          | SLO  | 10   | ...     | DSQ     |       |
|         | 4  | Benjamin Karl      | AUT  | 10   | ...     | ...     | Q 1/2 |
| 5       | 3  | Simon Schoch       | SUI  | 11   | ...     | DSQ     |       |
|         | 11 | Stanisław Dietkow  | RUS  | 11   | ...     | ...     | Q 1/2 |
|         | 10 | Jasey-Jay Anderson | CAN  | 12   | ...     | Wygrana | Q 1/2 |
| 8       | 15 | Rok Flander        | SLO  | 12   | ...     | +7.02   |       |

### Półfinał
| Nr | Zawodnik           | Kraj | Para | Zjazd 1 | Zjazd 2 | Uwagi |
| -- | ------------------ | ---- | ---- | ------- | ------- | ----- |
| 9  | Mathieu Bozzetto   | FRA  | 13   | ...     | +3.70   | Q MF  |
| 4  | Benjamin Karl      | AUT  | 13   | ...     | Wygrana | Q F   |
| 11 | Stanisław Dietkow  | RUS  | 14   | ...     | +1.72   | Q MF  |
| 10 | Jasey-Jay Anderson | CAN  | 14   | ...     | Wygrana | Q F   |

### Finał
| Pozycja | Nr | Zawodnik           | Kraj | Para | Zjazd 1 | Zjazd 2 | Uwagi |
| ------- | -- | ------------------ | ---- | ---- | ------- | ------- | ----- |
|         | 10 | Jasey-Jay Anderson | CAN  | 15   | ...     | Wygrana |       |
|         | 4  | Benjamin Karl      | AUT  | 15   | ...     | +0.35   |       |
|         | 9  | Mathieu Bozzetto   | FRA  | 16   | ...     | ...     |       |
| 4       | 11 | Stanisław Dietkow  | RUS  | 16   | ...     | DSQ     |       |